# Gvidon Pongratz
Gvidon Pongratz , slovenski gradbenik in industrialec, * 4. januar 1822, Slovenska Bistrica, Avstrijsko cesarstvo, † 31. december 1889, Zagreb, Avstro-Ogrska.

## Začetki
Gvidon Pongratz se je rodil 4. januarja 1822 v Slovenski Bistrici kot 4 od 9 otrok Marka Pogratza in Marije Kolleger. Njegov oče je bil upravnik posestev plemiške družine Attems. Po končani trgovski šoli, je delal v raznih trgovinah v Gradcu.  
Po začetku gradnje odseka Južne železnice med Celjem in Ljubljano, je dobavljati gramoz, telegrafske drogove in železniške prage. Istočasno je v zakup vzel poštne kočije iz Celja v Trst in preselil v Ljubljano. V Ljubljani se je 1849 poročil z Jeaneto, hčerko ljubljanskega trgovca Josipa Martinčiča.
Sledila je selitev v Zagreb, kjer je njegovo podjetje prevzelo regulacijo Save od Zaprešića do Zagreba in jo med 1853–1856 uspešno končalo. V letih 1855−1857 je njegovo podjetje zgradilo zapor v Lepoglavi, most čez Rječino med Sušakom in Reko, ter končalo z regulacijo Drave pri Varaždinu. Februarja 1857 je skupaj z bratoma Friderikom in Oskarjem ustanovil trgovsko podjetje G. Pongratz v Zagrebu.

## Gradnja železnic
Njegovo podjetje je  v letih 1851-1856 zgradilo 4 km dolg železniški nasip čez Ljubljansko barje,  ki je predhodnim gradbincem predstavljalo nepremagljivo oviro. V tem času je gradil tudi cerkev Svetega Petra in splošno bolnišnico v Zagrebu, ter most čez Kolpo pri Sisku in železnico Pragersko-Čakovec (1869).
V naslednjih letih se je posvetil predvsem gradnji železniških prog. Tako je njegovo podjetje zgradilo naslednje železniške proge: Gradec-Köflach (1860-1862), Gradec-Fehring, Lieboch-Wies (1860-1862), Zidani most-Zagreb-Sisek s kolodvori v Zagrebu in Sisku (1860-1862), del koroške železnice Maribor- Dravograd (1862–63), železnico Zagreb-Karlovec (1863–1865),  Karlovec-Ogulin-Reka (1863-1873), Zagreb-Zakanj (1870) in Ljubljana-Trbiž (1870).
Skupaj z bratom  Oskarjem je načrtoval železnico Dravograd-Mislinje-Vitanje-Konjice-Lipoglavski predor-Rogaška Slatina-Zaprešić, ki pa se zaradi gospodarske krize 1873 ni nikoli zgradila. Ustanovil je tudi podjetje za gradnjo železnic v Vojni krajni, ki je tudi propadlo.

## Ostala gradbena dela in posli
Leta 1863 je prevzel gradnjo pristaniških objektov na Reki, ki je trajala do 1870. Precej je gradil tudi v Trstu, kjer je njegovo podjetje zgradilo lazaret (1867) in v letih 1868-1870 izvedlo prvo poglabljanje tržaškega pristanišča, ter obenem zgradilo nove pomole in pristaniška skladišča. Njegovo podjetje je izvedlo tudi drugo poglabljanje tržaškega pristanišča v letih 1877-1870.
Leta 1871 je v sodelovanju z bratovim podjetjem zgradil mestni vodovod v Gradcu in z bratom Oskarjem je spet sodeloval od 1882 do 1886  pri izsuševalnih in regulacijskih delih na ustju Neretve. V naslednjih letih je Pongratzovo podjetje poglabljalo pristanišče v Splitu (1887-1888), 1888, ter čistilo in osuševalo lagune okoli Ogleja (1887-1888).
Precej dobička so Pongratzu prinesli tudi zakupi mitnin in užitnin, ki jih je od 1856 do 1880 prevzemal v raznih mestih:  Zagreb( 1856), Karlovec (1859), Krapina (1859), Sisek  (1859), Praga (1868),  Gradec (1869) in Ljubljana (1872-1875). Po izburhu druge italijanske vojne za neodvisnost 1859, je Pongratz skupaj s podjetnikom Emanuelom Pristerom prevzel oskrbovanje avstrijske vojske ter pri tem zaslužil kar precej denarja. Pozneje je ob avstro-ogrski okupaciji Bosne in Hercegovine 1878 spet prevzel oskrbovanje vojske.

## Industrialec
Pongratz se je poleg gradbeništva uveljavil tudi v industriji. Tako je 1859  v Karlovcu tako kupil mlin in ga spremenil v sodobni parni mlin. Leta 1862 je ustanovil in ves čas vodil Društvo zagrebške plinarne. V Zagrebu je 1869 ustanovil tovarno usnja, ki je postala ena največjih v tedanji državi. Leta 1868 je v Zagrebu  ustanovil Hrvatsko eskomptno banko. Njen predsednik je bil njegov starejši brat Friderik, ko je ta 12. aprila 1876 umrl, je vodenje prevzel Gvidon in jo vodil vse do svoje smrti.
Leta 1879 je  v Zagrebu na dražbi kupil parketarno ter jo 1881 preuredil in posodobil v tovarno parketa in parno žago, ki jo je podaril sinu Gustavu. Leta 1883 je kupil premogovnik Vrdnik pod Fruško goro, ga prenovil in razširil. Do rudnika je dal zgraditi 16 km dolgo železniško progo.
V  letih 1857–1862 je bil član zagrebškega mestnega sveta. Mestu Zagreb je podaril veliko zemljišče, na katerem so zgradili srednjo tehnično šolo. Bil je tudi častni meščan Karlovca in Siska. Pogratz je bil poleg tovarn in rudnikov, še lastnik obsežnih posesti, gradov in številnih hiš na Hrvaškem in Zagrebu.
Za uspešno delo v gradbeništvu in industriji je bil 1869 odlikovan z redom železne krone III. vrste ter 20. maja 1875 povzdignjen v viteški stan.  V Zagrebu je na temeljih nekdanjega mestnega stolpa in obrambnih zidov 1862 zgradil dvorec v Visoki ulici, ki je 1926 prešel v last jugoslovanske kraljeve družine. Na Bledu je dal zgraditi 3 vile, ki so bile namenjene njegovim 3 otrokom. Umrl je 31. decembra 1889 v Zagrebu. 